# محدودیت (فیلم ۱۹۸۰)
محدودیت (به هندی: Bandish) فیلمی محصول سال ۱۹۸۰ و به کارگردانی کی. باپایا است. در این فیلم بازیگرانی همچون راجش خانا، هما مالینی، دنی دنزونگپا، بیندیا گوسوامی، تانوجا، اوم پراکاش و آسرانی ایفای نقش کرده‌اند.